# Малък пищял
Малък пищял (на латински: fibula, нарича се често фибула) е дълга тръбеста кост на долния (задния) крайник при човека и голяма част от гръбначните животни, лежаща странично на големия пищял и движеща се успоредно с него.

## Описание
Фибулата е тънка тръбеста кост, която при различните видове показва различна степен на редукция. Притежава проксимален (горен) и дистален (долен) край свързани помежду си с тяло. Двата края са надебелени в различна степен и притежават ставна повърхност. Тялото притежава няколко повърхности и ръбове. Тялото на костта регресира с изтъняването и едновременното изчезване на по-голяма или по-малка част от него (при преживни и кон). Тялото на фибулата, corpus fibulae, обикновено липсва при преживните и е рудиментирано при коня.

## Видови особености
- При човека –
- При говедото – от фибулата съществува само проксималния дял. Латералният образува т.нар. глезенова кост, която ставно се свързва с тибията, скочната и петната кост.
- При свиня – малкият пищял е добре развита, странично сплесната кост. Той се простира по цялата дължина на подбедрената област и е отделен от тибията чрез широко междукостно пространство[2].
- При кон – фибулата е силно редуцрана кост и представлява тънка заоблена костна пръчица с надебелен, странично сплеснат край. Костта е оформена докъм средата на тибията, след което преминава във фиброзна връв. Дисталният край се включва в образуването на глезена. Главата е голяма, сплескана напречно и близо прилепнала към тибията.
- При овца - главата на фибулата представлява малка изпъкналост дистално на латералния ръб на condylus lateralis на тибията[2].
- При куче и котка – фибулата е тънка, права, пръчковидна кост. При котките е по-добре развита. Медукостното пространство при котките е изразено по цялата дължина[2]. При месоядни главата е плоска и артикулира с латералния кондил на тибията[2].
- При птиците – представлява тънка костна игла надебелена в проксималния си край и образува главичка. Движи се успоредно на тибията и подобно на конете завършва докъм средата без да се свързва в долната част с тибията[3]. Главата носи две ставни повърхности: едната за съединение с бедрената кост, а другата - с тибията[4]. Тялото е разположено латерално на тиботарзуса и достига обикновено докъм средата му[4]. При някои диви птици (дърволазка и др.) фибулата е по-голяма и дълга от тибията[4].